# Christian Burns
Pour les articles homonymes, voir Burns.
Christian Burns, né le 4 septembre 1985, à Trenton, au New Jersey, est un joueur américain naturalisé italien de basket-ball. Il évolue aux postes d'ailier fort et de pivot.

## Carrière
Burns s'engage en juillet 2020 avec le Brescia Leonessa.

## Palmarès
- Champion de République tchèque 2015